# Cot Kuta (Kuala)
Cot Kuta is een bestuurslaag in het regentschap Bireuen van de provincie Atjeh, Indonesië. Cot Kuta telt 537 inwoners (volkstelling 2010).